# Ankirondro
Ankirondro est une commune urbaine malgache située dans la partie ouest de la région du Menabe.